# Nancy McKinstry

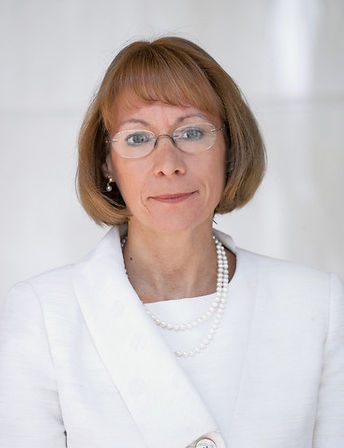
Nancy McKinstry

Nancy McKinstry (* 4. Januar 1959 in Connecticut) ist eine US-amerikanische Managerin.

## Karriere
Nancy McKinstry studierte an der Columbia University (MBA Finance & Marketing) und der University of Rhode Island (Bachelor Wirtschaftswissenschaft). Sie ist Chief Executive Officer der Verlagsgruppe Wolters Kluwer. In der Forbes-Liste der weltweit einflussreichsten Frauen (List of the World’s 100 Most Powerful Women) wurde Nancy McKinstry 2009 auf Platz 43 geführt, in der Liste der Top-50 Women in World Business der Financial Times kam sie auf Platz 16. McKinstry lebt in Wassenaar, nahe dem Firmensitz von Wolters Kluwer und hat Sitze im Aufsichtsrat div. Unternehmen, u. a. Ericsson.